# Verbe
Pour les articles homonymes, voir Verbe (homonymie).
Le verbe (du latin verbum : mot, verbe) constitue avec le nom la catégorie de mots ou partie du discours principale de toute langue. La tradition grammaticale présente le verbe en opposition au nom à cause de sa capacité d'exprimer un procès, en traduisant une action accomplie (ex. : Il regarde un film) ou subie par le sujet (ex. : Il a été déçu par ce film), ou un état (ex. : Il est satisfait) ou des modifications du sujet (ex. : Il a changé d'avis). À cet aspect sémantique la linguistique contemporaine, de tendance majoritairement distributionnaliste et structuraliste, oppose une approche morphosyntaxique, rejetant toute définition du verbe fondée sur son rapport avec un aspect de la réalité qui le distinguerait du nom (Fonction référentielle) pour privilégier sa fonction de mise en relation des autres composants de la phrase.
D'un point de vue morphosyntaxique et actanciel, le verbe joue un rôle majeur dans l'organisation de la plupart des phrases (il y a des phrases nominales, sans verbes). En mettant en relation les autres éléments constitutifs d'une proposition, selon son sens propre et des règles morphosyntaxiques propres à chaque langue, le verbe fait de la proposition un ensemble signifiant en constituant le noyau du prédicat.
La forme verbale peut se réduire à un radical ou lexème qui lui donne son sens : c'est toujours le cas des langues où il est invariable. Dans celles dotées de conjugaisons, le lexème est susceptible de se combiner à des morphèmes flexionnels ou désinences susceptibles d'indiquer principalement la ou les personnes grammaticales ainsi que le temps, l'aspect, le mode, la voix ou diathèse. Des verbes auxiliaires et semi-auxiliaires peuvent tenir dans certaines langues le rôle des morphèmes verbaux ou les compléter.
En outre, un certain nombre de langues, le plus souvent dotées d'une typologie isolante, n'établissent pas de distinction morphologique (comme le font les langues indo-européennes, dont le français) entre verbe et nom, seule la fonction syntaxique du lexème y étant déterminante. C'est le cas de nombreuses langues d'Asie du Sud-Est, tels que le mandarin, le vietnamien, le thaï ou le munda, mais aussi de certaines langues africaines tel que le wolof. Quelques langues construites à visée logique procèdent également de la sorte, tels que le loglan, son descendant le lojban ou encore l'ithkuil. 
Enfin, l'anglais contemporain parlé, qui évolue vers une typologie isolante, semble lui aussi effacer la dichotomie morphologique entre verbe et nom (p.ex. water « eau »/« remplir d'eau », pen « stylo »/« écrire à l'aide d'un stylo », baby « nourrisson »/« s'occuper d'un nourrisson », doll « poupée »/« être apprêtée comme une poupée »).

## Nature
Comme tout autre partie du discours, le verbe peut être envisagé sous trois aspects :
- sémantique : À quelle réalité extralinguistique le verbe se réfère-t-il ? Quel point de vue du locuteur sur la réalité peut-il véhiculer ?
- morphologique : De quelles formes lexicales et grammaticales est-il composé ?
- syntaxique : Quel rôle joue-t-il dans une phrase et quelles relations entretient-il avec les autres constituants ?

## Définition
Dans toutes les langues, le nom et le verbe sont les deux principales catégories lexicales. S'appuyant sur des critères sémantiques et la conscience de tout sujet parlant, les grammairiens indo-européens de l'antiquité les définissent en les opposant l'un à l'autre : le nom renvoie aux êtres et aux choses alors que le verbe désigne un processus. Yâska, grammairien indien du VIe ou Ve siècle av. J.-C., considère que fondamentalement le nom se réfère à une essence, une entité (sattva) et le verbe à une existence, un devenir (bhava), en précisant toutefois que certains noms peuvent aussi exprimer un devenir, mais sous une forme figée (comme une marche). Dans Le Sophiste de Platon, Théétète fait dire à son interlocuteur : En effet, nous avons deux espèces de signes pour représenter ce qui est au moyen de la voix (...) Ce qu'on appelle les noms (ὄνομα, ónoma) et ce qu'on appelle les verbes (ῥῆμα, rhêma) (...) Nous appelons verbe le signe représentatif des actions (...) Et nom le signe vocal qu'on applique à ceux qui font ces actions. Pareille distinction relève du bon sens et reflète les Catégories de la pensée définies par Aristote, substance pour les noms, action et passion pour le verbe particulièrement pour les langues indo-européennes et bien d'autres où le verbe est conjugué. C'est littéralement, en allemand comme en polonais, le « mot du temps », Zeitwort et czasownik (de czas, le temps). Même dans les langues où le verbe reste invariable comme le nom et se confond avec lui dans sa forme, on l'associe volontiers à l'action (indonésien : kata kerja, « mot de l'activité ») ou au mouvement (vietnamien : động từ, « mot du mouvement »). L'article sur le verbe dans l'édition chinoise de Wikipédia le définit ainsi : « Le verbe sert à décrire ou représenter divers types de mouvement. Toute phrase complète a un verbe. ». Ce genre de définition reposant principalement sur des critères notionnels (action, état, devenir) se retrouve dans bien des grammaires et dictionnaires contemporains et repose sur l'idée que la dichotomie nom vs verbe reflète deux aspects fondamentaux de la réalité vécue. 
La Grammaire de Port-Royal, en revanche, se fonde sur une caractéristique différente du verbe, ce que la linguistique appelle un porteur d'indice d'ancrage dans la situation d'énonciation : Le verbe n'est rien d'autre qu'un mot dont le principal usage est de signifier l'affirmation, c'est-à-dire de marquer que le discours où ce mot est employé, est le discours d'un homme qui ne conçoit pas seulement les choses, mais qui en juge et qui les affirme. Nombreux aujourd'hui sont ceux qui ont fait remarquer que le nom pouvait tout aussi bien exprimer les mêmes notions que le verbe. La linguistique privilégie les caractéristiques morphosyntaxiques plus rigoureuses pour définir le verbe que son sémantisme tout en adoptant deux approches. L'une exclut tout autre aspect ; ainsi selon Cl. Hagège, Le critère de l'opposition verbo-nominale est morphosyntaxique. S'il ne l'était, comment les langues exprimeraient-elles deux sens plus ou moins voisins par deux choix thématiques différents : ex. Il part bientôt et Son départ est proche, où la même donnée est formulée successivement par un verbe puis par un nom, ne se distinguant pas par le sens, mais par le recours à deux structures différentes. Quelques autres, tout en soulignant l'importance de l'aspect morpho-syntactique, estiment qu'il existe plusieurs manières de représenter la réalité selon qu'on recourt à un verbe, un nom, voire un adjectif ou un adverbe, la distinction entre les classes de mots étant inscrite en nous lors de l'apprentissage de notre langue en corrélation avec la période où l'enfant est en mesure de distinguer les évènements et les choses. Cette hypothèse est réfutée par Claude Hagège.

## Typologie
Le verbe est la catégorie grammaticale qui présente la plus grande variabilité, n'exprimant que son sens ou y ajoutant les valeurs les plus diverses. Voici l'équivalent en chinois et en turc de la phrase : « Tu ne pourras pas le faire attendre. »
| 你 不 能 让 他 等你 nǐ bù néng ràng tā děng nǐ |          |         |         |     |          |     |
| nǐ                                             | bù       | néng    | ràng    | tā  | děng     | nǐ  |
| toi                                            | ne...pas | pouvoir | laisser | lui | attendre | toi |

| Onu bekletemeyeceksin |          |                  |               |             |       |              |
| Onu                   | bekle-   | t-               | e-me-         | y-          | ecek- | sin          |
| lui accusatif         | attendre | suffixe factitif | impossibilité | Voy.liaison | futur | 2°pers. sing |

Là où le chinois utilise comme le français trois verbes, mais sans indicateur de personne, de temps ou de mode, le turc recourt à une seule forme verbale composée d'un radical complété de cinq suffixes indiquant une causalité (ou factitivité), une modalité négative (le suffixe e n'est utilisé qu'avec la négation pour exprimer l'impossibilité), un temps, une personne.
Globalement, les formes verbales reflètent les caractéristiques propres aux trois types morphologiques de langues :
- Dans les langues isolantes le verbe est invariable et ne se conjugue donc pas. Tel quel, il peut renvoyer à n'importe quel temps. La phrase en vietnamien : Tôi đi chợ mua gạo peut se comprendre je vais au marché acheter du riz, mais aussi je suis allé... ou j'irai. Les verbes đi (aller) et mua (acheter) n'expriment ni temps ni personne (indiquée ici par le pronom tôi). Le contexte peut être suffisamment explicite.

Rien ne le distingue morphologiquement d'un nom ou d'une autre catégorie grammaticale. 
Il est éventuellement complété par une particule, un adverbe pour préciser, si nécessaire, un aspect, un temps, une voix ou une modalité. L'expression du temps est souvent lexicalisée (comme c'est le cas en français dans Il part l'an prochain). C'est par exemple le cas des langues chinoises, de la majorité des langues du Sud-Est asiatique - bien qu'elles appartiennent à des familles différentes -, des langues malaises, de certaines langues africaines comme les langues Mandé, l'ewé, le haoussa ou le yoruba. Le verbe aller en vietnamien đi, le verbe partir en ewé dzó se confondent dans tous leurs emplois avec leur racine.
- Les langues agglutinantes connaissent une relative stabilité du radical, mais à celui-ci s'ajoute un nombre plus ou moins grand de suffixes, comme on le voit dans l'exemple turc précédent. Ces affixes ne renvoient qu'à un seul trait grammatical et une caractéristique grammaticale est notée par le même affixe.
- Dans les langues synthétiques on rencontre des verbes couramment regroupés en diverses conjugaisons dont le radical ainsi que les marques d'accord, de temps, de modes, de voix comportent les mêmes variations. C'est le cas des langues indo-européennes.

## Composants
Le verbe est composé d'un radical qui lui donne son sens, auquel s'ajoutent éventuellement un ou plusieurs affixes, porteurs de valeurs grammaticales. Dans la forme (nous) écouterions, écout- est le radical qui renvoie à la racine du mot et constitue la partie sémantique du verbe (le lexème), -e- est une voyelle thématique, -r-, -i- et -ons sont des suffixes de nature grammaticale (les morphèmes) qui indiquent, dans l'ordre, le futur, l'imparfait et la première personne du pluriel (morphologiquement le conditionnel présent est un futur du passé). Le changement ou la suppression d'un morphème exprimera un autre temps/mode (écout-ons), une autre personne (écouteri-ez), une autre catégorie grammaticale (écout-eur). La forme verbale (nous) détest-e-r-i-ons renvoie par son radical à une autre lexème, mais appartient par ses suffixes à la même catégorie grammaticale que (nous) écouterions.

### Radicaux
Le radical d'un même verbe peut être fixe ou se présenter sous différentes formes dues à des évolutions phonétiques ou à des phénomènes d'analogie. Si ces formes sont apparentées, il s'agit d'un radical à plusieurs bases. Ainsi le verbe rester a rest- pour seul radical, alors que le verbe venir a quatre bases : vien- (je viens), ven- (nous venons), vin- (il vint), viend- (je viendrai). Plus rarement, mais il s'agit de verbes très courants, certains verbes recourent dans leur conjugaison à des radicaux différents comme aller (je vais, nous allons, j'irai) ou le verbe être dans de nombreuses langues indo-européennes.
Ces variations peuvent se manifester dans un seul et même temps comme les nombreuses modifications phonétique des langues romanes, qui entraînent des irrégularités dans les conjugaisons, sans exprimer des valeurs grammaticales différentes. Ainsi, en espagnol, les formes pido (je demande) et pedimos (nous demandons) se réfèrent toutes deux au présent malgré la modification du radical.
Il en va tout autrement des différences de radical, spécifiques à certaines langues, qui reflètent des différences grammaticales. Par exemple, les verbes forts des langues germaniques distinguent par l'alternance vocalique d'origine indo-européenne, appelée ablaut, le présent, comme en allemand, ich finde  (je trouve) du prétérit ich  fand  (j'ai trouvé) et du participe passé gefunden (trouvé). De même, les variations vocaliques de la racine le plus souvent trilittère dans les langues sémitiques, procédure fondamentale de dérivation, peuvent traduire des changements de voix. Par exemple en arabe : formes actives :  يَضرِبُ  / yaḍrib(u) / il frappe ;  ضَرَبَ  / ḍaraba / il a frappé ; formes passives :  يُضرَبُ  / yuḍrab / il est frappé ;   ضُرِبَ   / ḍuriba / il a été frappé. Les changements vocaliques signalent le passage de l'actif au passif .

### Affixes grammaticaux
Tous les types d'affixes sont susceptibles de s'ajouter au radical pour le doter de traits grammaticaux en faisant varier sa forme. Leur ensemble constitue la conjugaison d'un verbe. Les langues romanes recourent surtout aux suffixes, mais les préfixes sont aussi possibles. Les formes de l'imparfait et de l'aoriste de l'indicatif du sanskrit et du grec sont ainsi pourvus de ce qui est appelé un augment, a- en sanskrit, ε- en grec ancien et pour certains verbes, en grec moderne : abhavat est l'imparfait de bhavati (il est) en sanskrit ;  ἔγραψα / έγραψα (j'ai écrit) est l'aoriste de γράφω (j'écris) en grec ancien comme en grec moderne. Les marques de personnes de l'inaccompli (présent) de l'arabe sont aussi des préverbes auxquels s'ajoute un suffixe à certaines personnes :  أقول   /?aqull/ (je dis), préfixe: ?a-,  تقول  /taqull/ (tu dis, masc.), préfixe : ta-  تقولين  /taqullīn/ (tu dis, fém.), préfixe : ta- + suffixe -īn,  يقول, /yaqull/ (il dit), préfixe : ya-, تقول /taqull/ (elle dit), préfixe : ta-. Certaines langues emploient aussi des infixes et des circumfixes.
Les affixes peuvent aussi être partiellement ou totalement remplacés par un verbe grammaticalisé qui s'ajoute au verbe principal et indique sa personne, son temps, son mode, son aspect, sa voix, cependant que lui- même prend une forme impersonnelle. Ces verbes qui permettent de conjuguer partiellement ou complètement un verbe s'appellent des auxiliaires et se rencontrent dans de nombreuses langues. Le français et toutes les langues romanes recourent ainsi aux verbes être et avoir pour compléter leurs conjugaisons et constituer des temps dits composés ou périphrastiques. Toutes les formes de la majorité des verbes basques sont formées d'un participe et d'un auxiliaire.

## Accord
L'accord du verbe  à son sujet, nom ou pronom, et  plus rarement à ses compléments, signifie que sa forme comporte un ou plusieurs morphèmes grammaticaux qui indiquent des propriétés de ces noms ou pronoms . Ainsi le français indique par des suffixes la personne et le nombre du sujet : La terminaison -ons renvoie nécessairement à  un sujet à la première personne et au pluriel. D'autres langues qui expriment le duel peuvent en doter leurs formes verbales. Outre les personnes et le nombre singulier, pluriel et parfois  duel, certaines différencient aussi le genre. Les marques de la conjugaison de l'inaccompli en arabe (qui correspond au présent français) sont les suivantes : 
Singulier   أدرُسُ /  'adrus(u) (j'apprends) ;  تَدرُسُ  / tadrus(u) (tu apprends, masc.) ;   تَدرُسينَ  / tadrusīn(a) (tu apprends, fém.) ; يَدرُسُ  / yadrus(u) (il apprend) ; تَدرُسُ / tadrus(u) (elle apprend).
Duel'  تَدرُسانِ / ta'drusān(i) (vous deux apprenez) ; يَدرُسانِ / yadrusān(i')  (eux deux apprennent) ; تَدرُسانِ / tadrusān(i) (elles deux apprennent)
Pluriel  نَدرُسُ  / nadrus(u) (nous apprenons) ; تَدرُسونَ / tadrusun(a) (vous apprenez, masc.) ; نَدرُسنَ / tadrusna (vous apprenez, fém.) ;  يَدرُسونَ / yadrusūn(a)  (ils apprennent) ;  يَدرُسونَ /  yadrusna (elles apprennent). 
Pour distinguer les personnes de cette conjugaison, l'arabe classique et l'arabe standard classique recourent soit à un préfixe (à la différence des langues indo-européennes), soit à un préfixe accompagné d'un suffixe (indiqués en caractères gras). Il présente d'autre part des formes distinguant le masculin et le féminin comme les autres langues sémitiques (l'hébreu par exemple) ainsi que des duels aux 2e et 3e personnes. Les terminaisons du duel sont également attestées dans les langues indo-européennes anciennes comme le sanscrit (pour les trois personnes), le grec ancien (une forme commune pour la 2e et la 3e personne, sauf à l'impératif : ποιεῖtoν / poieïton (vous faites tous les deux / ils ou elles font tous/toutes les deux s'oppose aux pluriels, ποιεῖτε / poieïte (vous faites)  et   ποιοῦσι /poiousi (ils/elles font), le gotique (pour les 1re et 2e personnes), le vieux slave  (pour les trois personnes). Il reste très vivant en slovène et dans deux dialectes lituaniens, le tchakavien et le  sorabe. Certaines  langues non européennes marquent aussi le duel, comme la langue inuit (pour les trois personnes) ou  le mapuche (pour les trois personnes), mais d'autres plus nombreuses ont des formes de duel pour les noms et /ou pronoms, et non pour les verbes qui recourent au pluriel pour s'accorder à des sujets au duel.
Plusieurs langues caucasiennes comme le géorgien, mais aussi le basque accordent leur verbe non seulement à son sujet, mais aussi à ses compléments d'objet et/ou d'attribution. Ainsi le verbe basque reflète le nombre de son complément d'objet : Nik liburua hartzen dut (Je prends le livre), mais Nik liburua hartzen ditut (je prends les livres) et peut comporter jusqu'à trois affixes renvoyant au sujet, au complément d'objet et au complément d'attribution : dans la phrase Guk zuri liburu hau eman dizugu (Nous vous avons donné ce livre), le verbe eman (donner)  se conjugue avec l'auxiliaire avoir ainsi formé : D-i-Zu-Gu où le radical de ukan, i est complété par le préfixe D- qui renvoie au complément d'objet liburu hau (ce livre), le suffixe -Zu qui renvoie au complément d'attribution zuri (vous) et le suffixe Gu qui renvoie au sujet Guk (Nous).

## Catégories verbales: temps, aspect et mode
Ce sont les catégories majeures des formes verbales.
Le  temps situe le procès par rapport à un repère sur l'axe temporel, ce peut être le moment de l'énonciation ou un autre repère temporel.
L'aspect  s'intéresse aux différents moments qui le constituent (commencement, fin, durée, instantanéité), à la manière dont son déroulement est envisagé, globalement dans il voyagea ou dans sa durée dans il voyageait.
On les oppose souvent en soulignant le caractère déictique du temps et le caractère non déictique de l'aspect, le premier situant le procès en référence à un "ici et maintenant".
Le  mode exprime l'attitude du locuteur par rapport au contenu de son énoncé : Il regarde un tableau est un constat (indicatif) ; regarde ce tableau est une exhortation  (impératif).
Ces formes sont  généralement  classées en conjugaisons qui ne présentent traditionnellement que des temps et des modes ; seules les  langues slaves où l'opposition  perfectif / imperfectif est  essentielle dans leur système verbal prennent explicitement en compte la notion d'aspect .  Il est donc nécessaire de distinguer le terme de temps utilisé en grammaire et la notion de temporalité, comme le font l'allemand et l'anglais en employant    Tempus et tense pour le premier, Zeit et time, pour la seconde, le temps grammatical réunissant le plus souvent expression de la chronologie et de l'aspect : ce qui différencie en français le passé composé, le passé simple  et l'imparfait, ce n'est pas le temps, mais l'aspect, puisque Il a beaucoup voyagé, il voyagea beaucoup, il voyageait beaucoup peuvent parfaitement se référer à un même passé, mais chacune de ces formes représente le procès sous un aspect différent.
De plus, les trois notions de temps, aspect et mode sont souvent intrinsèquement liées dans leur expression morphologique, mais aussi dans leurs valeurs. La plupart des langues présentent des formes dotées de marqueurs qui relèvent de deux, voire trois de ces catégories. Les terminaisons de l'imparfait dans les langues romanes expriment à la fois un temps passé et un aspect inaccompli ; un passé composé français peut avoir des emplois où tantôt la valeur temporelle de passé prédomine (Le Titanic  a coulé dans la nuit du 13 au 14 avril 1912), tantôt la valeur aspectuelle d'accompli apparaît seule, le contexte pouvant très bien être présent (Maintenant, j'ai compris la stratégie à adopter) ou futur (On est bientôt arrivé). En arabe  le système essentiellement aspectuel accompli / non accompli de la langue classique  s'est transformé dans la langue moderne en des distinctions  temporelles, l'accompli exprimant le plus souvent un passé et l'inaccompli un présent ou un futur, ce dernier étant marqué, si nécessaire, par la particule -ﺳ  (sa).
C'est pourquoi les linguistes regroupent ces trois catégories sous l'abréviation de T.A.M.(temps, aspect, mode). Pour le français, Jacques Damourette et Édouard Pichon ont proposé au lieu de temps le terme de tiroir verbal pour tenir compte des trois dimensions d'une forme verbale, souvent exprimées par un seul morphème. Des désaccords existent d'ailleurs entre grammairiens et linguistes sur certaines formes comme le conditionnel français considéré par les uns comme un mode, comme un temps par les autres. Pour le turc, Gerd Jendraschek montre que plusieurs suffixes verbaux usuels véhiculent des valeurs aspectuelles alors qu'ils sont généralement présentés comme des marqueurs temporels  ; ainsi, le suffixe - iyor- souvent présenté comme celui du présent, et ainsi dénommé en turc, exprime l'aspect progressif comme l'anglais to be + ing ou l'espagnol estar + participe présent, puisqu'on le trouve également associé au suffixe du passé : Le présent gidiyorsun (gid-, aller + -iyor- + -sun, 2e pers. sing.), « you are going » (« tu vas »), est à comparer au passé  gidiyordun (gid-aller + -iyor + -du- passé + -n 2e pers.sing.), « you were going », « tu allas », pour constater que le présent ne s'exprime pas par -iyor-, mais qu'il n'a pas de marque propre (gid-iyor-ø-sun) .

### Temporalité
Dans de nombreuses langues le verbe est porteur d'indications chronologiques. Cette caractéristique qui paraît évidente aux usagers des langues européennes est loin d'être universelle. Ainsi le verbe, dans les langues de l'Est et du Sud-Est asiatiques comme les langues chinoises, le  malais-indonésien , certaines langues amérindiennes comme le yurok ou le keres, et des langues construites comme le pandunia, n'exprime pas le temps qui est indiqué, si nécessaire, par le lexique  toujours beaucoup plus précis que les temps grammaticaux, y compris dans les langues dotées de marques verbales. L'existence du futur peut être ainsi précisé par des adverbes ou des noms compléments comme bientôt, demain, dans deux heures, l'an prochain. C'est d'ailleurs le cas pour de nombreuses langues indo-européennes qui peuvent exprimer un fait futur par un présent (allemand, français, persan, par exemple). Il est de fait tout à fait possible de dire Ils partent s'installer à Londres à la fin de l'année. Certaines langues  sont dépourvues de futur comme le finnois et l'estonien et, pour l'exprimer, les langues scandinaves recourent à des  auxiliaires modaux. Le nombre de temps est très variable, le hongrois contemporain n'a que des temps simples, le présent, le  passé et le futur qui utilise un auxiliaire comme les langues germaniques, alors que les langues romanes ont des temps simples et des temps composés .  Il existe des cas où la grammaire exprime des degrés d'éloignement temporel beaucoup plus nombreux ; le Yemba ou bamileke-dschang distingue cinq niveaux parallèles dans le passé et le futur, selon que le procès se situe, par rapport au moment de l'énonciation, dans l'immédiat, le jour même, à la veille et au lendemain, quelques jours avant ou après, dans un passé ou un avenir beaucoup plus lointain. La plupart des langues papoues présentent trois ou quatre temps du passé : immédiat (aujourd'hui), proche (hier), éloigné (avant-hier) par exemple pour l'enga et l'alamblak ; le yimas a quatre temps du passé et deux futurs, pour le lendemain et pour un futur éloigné.
Dans ses emplois usuels, le temps  situe chronologiquement un événement par rapport à un ou plusieurs repères. Les temps dits absolus ou plus exactement déictiques sont ceux qui prennent comme seul repère le moment de l'énonciation et localisent l'événement dans le passé, le présent ou l'avenir du locuteur énonciateur, le fait rapporté pouvant lui être antérieur, concomitant ou postérieur ; les temps dits relatifs, comme le passé composé, le plus-que-parfait ou le futur antérieur du français se réfèrent à autre événement qui leur sert de référence. Pour en rendre compte, il faut donc recourir à trois types de repères sur la flèche du temps : le moment de l'énonciation (L = locuteur), l'événement ou les événements (E), le point de référence (R), ces repères pouvant ou non coïncider :

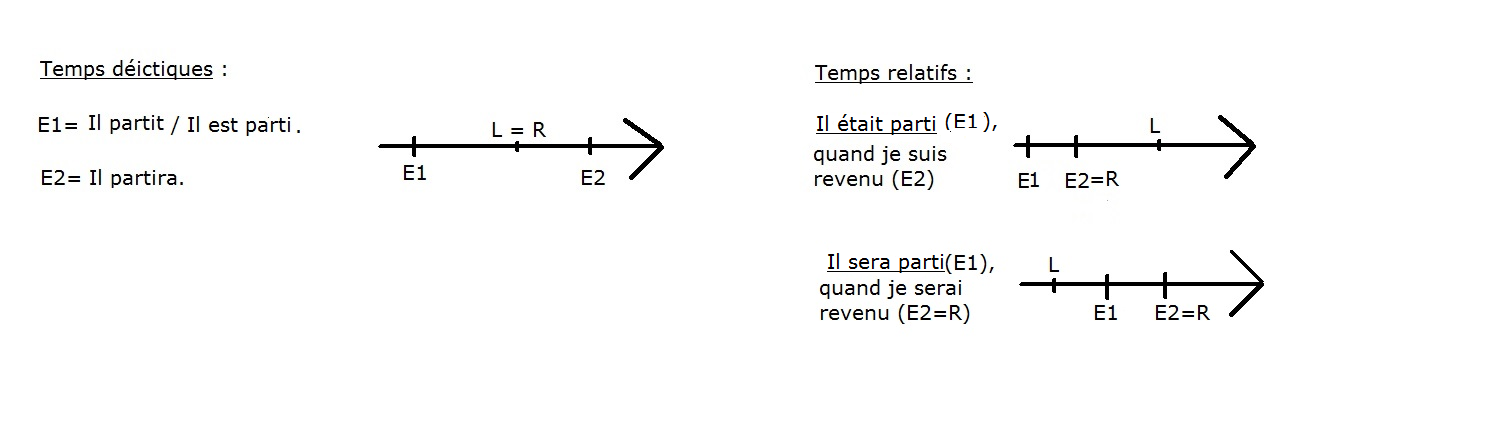
Temps déictiques et temps relatifs (exemples en français) Ink LI

### Aspect
Il s'agit ici de l'aspect strictement grammatical, marqué par des formes verbales spécifiques et non de l'aspect lexical, lié au sens même du verbe, exprimé dans son radical.
Rares sont les langues où les verbes n'expriment pas l'aspect. On pourrait le dire du hongrois dont la conjugaison se limite à trois temps, mais un de ses nombreux préverbes meg- a perdu son sens originel (vers l'arrière) pour acquérir une valeur perfective : Holnap érkezem (demain ; arriver Prés. indicatif 1re p.sing.), demain, j'arrive se distingue de Holnap megérkezem (demain ; arriver Prés. indicatif 1re p.sing.), demain, je serai arrivé. À l'expression pure et simple de l'événement s'oppose l'insistance mise sur le résultat positif du procès.
La capacité d'expression de l'aspect par le verbe est très variable. Au français ils habitèrent / ils habitaient ne correspond qu'une forme en allemand, sie wohnten ; à l'espagnol trabajo et estoy trabajando répond une seule forme je travaille (à moins de recourir à la périphrase d'insistance, je suis en train de travailler, optionnelle à la différence de la forme espagnole). Les deux formes anglaises I have washed my car et  I have been washing my car présentent des différences de sens que beaucoup de langues ignorent. Le chinois mandarin dispose de trois suffixes qui peuvent s'ajouter au verbe pour exprimer l'accompli (了, le), l'expérience vécue (过), guo), la prolongation d'un état (着, zhe) : 我 看了 这 本书, wŏ kàn le zhè bĕn shū  (je lire-le ce livre), j'ai lu ce livre (j'en ai fini la lecture) ;  我看过 这 本书, wŏ kàn guo zhè bĕn shū (je lire-guo ce livre), j'ai déjà lu ce livre ; 他 坐 着, tā zuò zhe (il s'asseoir- zhe), il est assis. On peut distinguer ainsi des langues  dont le système verbal est essentiellement fondé sur des critères temporels et d'autres foncièrement aspectuels comme le haoussa où la forme basique du verbe a valeur d'accompli et s'oppose aux deux formes d'inaccompli que sont le continuatif/progressif et l'habituel ; il existe bien deux futurs, mais le principal recourt à un auxiliaire modal comme l'anglais (will) ou le mandarin (要, yāo). D'autres privilégient les temps comme l'allemand ; d'autres encore expriment les trois temps et pour chacun d'entre eux différents aspects comme l'anglais ou le  swahili.
Il est important de souligner que l'emploi et le sens  d'une forme verbale dépend de son appartenance à un système global propre à chaque langue et qu'ils ne sont donc que très rarement équivalents d'une langue à une autre. Ainsi les emplois de l'aspect progressif anglais ne sont pas exactement les mêmes que celui de l'espagnol ou du turc.

#### Aspects accompli et inaccompli
Le procès, qu'il s'agisse d'événements ou d'états, peut être fondamentalement envisagé selon deux points de vue : l'aspect accompli l'envisage de l'extérieur comme achevé, délimité ( il a voyagé) ; l'aspect inaccompli le présente de l'intérieur dans son déroulement, sans indication de limites (il voyageait) . Cette bipartition structure  le système verbal de nombreuses langues, même si le système aspectuel a pu devenir un système temporel, l'aspect accompli tendant logiquement à exprimer un passé et l'inaccompli un présent et un futur . C'est le cas du  latin où aux temps de l'infectum (qui n'est pas accompli), présent, imparfait, futur, répondent ceux du perfectum (qui est accompli), parfait, plus-que-parfait, futur antérieur . Les langues sémitiques  reposent  sur ce bipartisme ; l'hébreu biblique, l'araméen, l'arabe, les langues sudarabiques opposent aux suffixes personnels ajoutés à la base verbale pour l'accompli les préfixes verbaux de l'inaccompli (auxquels peuvent s'ajoutent des suffixes au duel et au pluriel) : sudarabique, accompli kətōbən (nous avons écrit), inaccompli nəkōtəb (nous écrivons).

#### Aspect global
Ce découpage ne rend pas compte des formes qui s'ajoutent à l'accompli pour exprimer des faits passés comme le passé simple des langues romanes, le prétérit des langues germaniques, le passé du turc. Celles-ci  envisagent le procès  dans sa globalité, en rupture avec la situation d'énonciation, à la différence d'un accompli qui exprime généralement le résultat d'une action antérieure qui se poursuit ou dont l'effet se fait sentir dans le temps de référence. 
On peut les considérer comme des temps du passé, dénués de toute valeur aspectuelle, comme on le fait généralement de l'infinitif aoriste du grec ancien dont l'emploi s'oppose à l'infinitif présent à valeur d'inaccompli). Certains linguistes, en revanche, parlent d'aspect global,. Ainsi les prétérits anglais et espagnol présentent le procès comme un événement complètement terminé, dans un temps révolu, coupé du présent de l'énonciation : I saw them yesterday, los vi ayer, je les ai vus hier (La présence de l'adverbe de temps rend impossible ici l'emploi du present perfect (I have seen), ou du pretérito perfecto (los he visto) qui établirait un lien avec le moment de l'énonciation en contradiction avec la présence de l'adverbe.

#### Différence entre accompli/inaccompli et perfectif/imperfectif
Ces termes sont souvent confondus, alors qu'ils renvoient à des notions différentes. L'imperfectif et le perfectif se réfèrent aux langues slaves où une majorité de verbes se présentent en couple, partageant pour la plupart un radical commun et un sens identique voisin. Le premier présente le procès sans en spécifier le terme, le second exprime un procès non seulement accompli (ou devant être accompli), mais au terme duquel il ne peut être poursuivi, différence que le français n'exprime pas par le verbe, mais en ajoutant éventuellement un complément de temps : j'ai lu ce livre pendant deux heures correspond à un imperfectif, mais  j'ai lu ce livre en deux heures rend nécessaire en russe l'usage du perfectif. Ainsi à l'infinitif  lire correspond en russe tantôt l'imperfectif читáть, tchitát', tantôt le perfectif прочита́ть, protchitát' :  Нáдо читáть, nádo tchitát', il faut lire (imperfectif), mais  Нáдо прочита́ть этo письмó, nádo protchitát' êto pismó, il faut lire cette lettre (perfectif). De même en bulgare, les deux phrases аз пих  еднo  кафе (az pix edno  kafé) et аз изпих еднo  кафе (az izpix edno  kafé) correspondent toutes deux à un passé accompli en français, mais seule la seconde indique que l'action a été accomplie et menée à son terme.

#### Aspect progressif et aspect habituel
Une langue peut différencier l'accompli de l'inaccompli en ne grammaticalisant que l'une d'entre elles. L'autre ne se repère que par défaut. À l'accompli il a parlé s'oppose l'inaccompli il parle qui signifie tout aussi bien il est capable de parler, il a l'habitude de parler, il est en train de parler. 
Nombreuses en revanche sont les langues qui disposent de marqueurs propres à l'inaccompli, en présentant éventuellement des sous-catégories comme le progressif ou continu et l'habituel. En quechua luru-n rima-n veut dire le perroquet parle  rima- = parler + -n, marque de la 3e personne du singulier) dans le sens où c'est une vérité générale, une capacité du sujet ; riman n'indique rien d'autre qu'une action rapportée à une 3e personne ; mais si l'on ajoute le suffixe -sha- : lurun rimashan, la forme verbale est à l'aspect progressif : le perroquet est en train de parler. Le procès est saisi dans son développement Ce morphème aspectuel peut se combiner avec des  marques temporelles : lurun rimasha-rqa-n (rima + sha + rqa, suffixe du passé + -n), le perroquet était en train de parler. L'anglais, l'espagnol, le portugais, l'italien, le hindi ont une forme progressive constituée d'un auxiliaire suivi ou précédé d'un gérondif ; les langues agglutinantes recourent à un affixe ; par exemple en turc : Ahmet bir elma y-iyor-du (bir elma=une pomme, ye-mek=manger, -iyor- = suffixe du progressif, * ye + iyor- > yiyor-, -du = suffixe du passé), Ahmet était en train de manger une pomme ; en  Swahili : ni-na-soma kiswahili (ni- = préfixe 11repers.sing, -na- =progressif, (ku)soma = lire, étudier), j'étudie actuellement le Swahili.
Dans ces langues, comme dans bien d'autres, un autre affixe exprime l'habituel ou des vérités générales, autre sous-aspect de l'inaccompli ; par exemple en turc : Ahmet sabahları bir elma y-er-di, les matins, Ahmet avait l'habitude  de manger une pomme (sabah-lar-i =les matins ; bir elma=une pomme ; ye-mek=manger, *ye+er➜yer ; - er- =suffixe aspectuel à valeur générale ; -di= suffixe du passé) ;  en swahili : mimi hu-soma kiswahili kila siku, j'étudie le swahili chaque jour  (mimi = pr. personnel 1re personne ; hu- = préfixe de l'habituel ; (ku)soma = lire, étudier ; la forme est la même à toutes les personnes, d'où la présence d'un pronom personnel). Le swahili possède un troisième présent, dit indéfini, beaucoup moins employé, dont l'emploi recoupe partiellement celui de l'habituel.  En turc comme en swahili, l'existence de formes composées avec l'auxiliaire être permet d'exprimer ces sous-catégories aux autres temps.

### Mode et modalités

#### Le mode, expression de la modalité
D'autres morphèmes  présents dans la forme verbale expriment ce que la tradition grammaticale occidentale nomme un mode. Ce terme englobe des emplois divers, en premier lieu la traduction d'une modalité, c'est-à-dire la position du locuteur à l'égard des faits rapportés dans son énoncé : il peut avant tout, et c'est dans l'usage des modes une opposition fondamentale, les présenter comme avérés (modalité réalis) ou comme envisagés (modalité irréalis). Dans le premier cas le locuteur se réfère à l'état du monde tel qu'il est au moment de l'énonciation ; dans le second cas il se réfère à un monde autre que celui qui est au moment de l'énonciation. 
Il est rare que cette dichotomie soit rendue en tant que telle par des morphèmes spécifiques comme en birman. Dans cette langue, le verbe n'exprime pas les temps, mais, dans les déclaratives et les relatives, à l'exception de l'impératif, il a nécessairement une terminaison  différente selon que le fait, passé ou présent, est avéré ou non encore réalisé, ce qui englobe le futur :
ဗမာစကားသင်တယ်  / bəmazə'ga θiN- tɛ  / (birman-langue apprendre-part.réalis dɛ/tɛ), il apprend le birman / il appris le birman ; ဗမာစကားသင်မယ်  / bəmazə'ga θiN-mɛ/(birman-langue apprendre-part.irréalis mɛ), il va apprendre/ il apprendra le birman ; ဗမာစကားသင်လိမ့် မယ် / bəmazə'ga θiN-leiN'-mɛ/ (birman-langue apprendre-part.verbale de probabilité- part.irréalis mɛ), il apprend probablement le birman. L'ajout du morphème verbal de la probabilité  leiN'  entraîne obligatoirement la terminaison de l'irréalis mɛ .
Pour exprimer la modalité réalis, de nombreuses langues n'ont qu'un mode, l'indicatif ; la modalité réalis est d'ailleurs considérée par certains comme une absence de modalité puisque  il a réussi est une assertion simple où  le locuteur ne traduit aucune attitude personnelle au contraire de il doit réussir ou je veux qu'il réussisse ou qu'il réussisse  qui sont des assertions modalisées .  
La modalité irréalis, de son côté peut s'exprimer par différents modes, puisque l'envisageable, au contraire du réel, peut être, par exemple, objet de désir ou considéré comme possible ou encore nécessaire, modalités qui pourront être exprimées par l'optatif, l'hypothétique, l'impératif, le  subjonctif. Le locuteur peut par ailleurs émettre une réserve sur la véracité d'un fait en recourant au médiatif.
La modalité relève du domaine conceptuel et le mode verbal n'en est qu'une traduction linguistique, la plus grammaticalisée, à côté d'autres procédés morphologiques (auxiliaires modaux comme devoir ou pouvoir) ou lexicaux (adverbes comme peut-être). Inversement, un mode dans une langue donnée peut très bien exprimer différentes modalités. Ainsi en est-il du subjonctif en français et dans les autres langues romanes. Le nombre de modes est très variable. Ainsi l'albanais, outre l'indicatif, a un optatif, un subjonctif, un conditionnel et un miratif  ; les langues slaves, au contraire, n'ont que l'impératif et un conditionnel périphrastique.La plupart des formes impersonnelles comme les infinitifs, les participes des langues romanes, par exemple, le supin et l'adjectif verbal du Latin, le  مصدر  (maṣdar) ou nom verbal de l'arabe n'expriment pas, sauf exception, une modalité ; elles dépendent d'un autre verbe et apprtiennent à la fois à la catégorie verbale et à d'autres catégories grammaticales comme le nom, l'adjectif ou l'adverbe.

#### Le mode, expression de la médiation dans la subordination
Le subjonctif et, beaucoup plus rarement, l'optatif, peuvent être dotés d'une fonction qui dérive de leur valeur première quand ils marquent la subordination.  C'est cet emploi qui donne d'ailleurs son nom au subjonctif dans les langues latines, la grammaire latine le désignant par les termes de modus subjunctivus (de subjungo, mettre sous la dépendance, subordonner) ou de conjunctivus modus (de conjungo, joindre) . Dans ce cas, ce n'est pas le locuteur qui choisit ce mode, mais le verbe principal qui l'impose Dans de très nombreuses langues indo-européennes les subordonnées régies par un verbe principal exprimant lui-même une modalité comme le souhait, la nécessité ou le doute ont un verbe au subjonctif : le verbe vouloir est suivi d'un subjonctif en français comme en arménien, persan ou hindi. L'importance de son usage varie d'une langue à l'autre ; presque éliminé des langues scandinaves et de l'anglais britannique, il est un peu plus utilisé en anglais américain . Dans les langues slaves, l'opposition indicatif/ subjonctif des subordonnées d'autres langues n'y est pas exprimée par le verbe mais par le choix du subordonnant. En revanche, l' allemand, y recourt même dans le discours indirect du fait que le locuteur n'est que l'intermédiaire des propos rapportés : Paul hat seine Grammatik vergessen (Paul a oublié sa grammaire ; indicatif), mais Paul sagt, er habe seine Grammatik vergessen (Paul dit qu'il a oublié sa grammaire ; subjonctif). Dans la seconde phrase, le subjonctif est devenu le marqueur de la subordination. Certaines langues non indo-européennes ont également un mode propre à certaines subordinations comme l'arabe où les emplois au manṣūb sont  très proches du subjonctif : dans لا بدّ أن نتكلّمَ (la budda ʾan natakallama    = il faut que nous parlions), la voyelle caractéristique du manṣūb  se substitue à l'indicatif en -u, parce que la complétive introduite par la particule ʾan dépend d'une locution la budda exprimant la nécessité . Il en est de même du swahili où la finale -e remplace le -a de l'indicatif comme dans Lazima niende dukani (lazima = il faut ; ni- préfixe 1re personne ; -end- radical de kw-enda, aller ; duka=magasin ; -ni suffixe locatif ; il faut que j'aille au magasin) . Ce mode dénommé dhamire tegemezi (idée dépendante) s'emploie même dans toute subordonnée dont le sujet diffère de celui de la principale : amesema nifike asubuhi (a- préfixe 3e personne ; -me- infixe résultatif ; -sema- radical de ku-sema=dire ; ni- préfixe 1re personne ; -fik- radical de ku-fika=arriver ; asubuhi = le matin) .

#### Suffixes de modalité
Certaines langues, principalement de type agglutinant, expriment par des suffixes des modalités que  les langues indo-européennes traduisent par des auxiliaires modaux (pouvoir, devoir, vouloir). La notion de possibilité, dans ses différentes acceptions, est ainsi rendue en turc par le suffixe -(y)a/ebil- et l'impossibilité par (y)a/ema/e (-y- est ajouté quand le radical verbal se termine par une voyelle  ; le choix entre -a- ou -e- dépend de la voyelle précédente selon le principe d'harmonie vocalique) : avec le verbe gitmek (radical git/gid), Ankara'ya gidiyor (il va à Ankara) ⇒ Ankara'ya gidebilir (il  peut aller à Ankara) ; Ankara'ya gidemez (il ne peut pas aller à Ankara). De même : Bugün yağmur yağ-ıyor (aujourd'hui il pleut) ⇒ bugün yağmur yağ-abil-ir (aujourd'hui il peut pleuvoir) ; bugün yağmur yağ-mı-yor (aujourd'hui il ne pleut pas) ; bugün yağmur yağ-ma-yamilir (aujourd'hui il ne peut pas pleuvoir),. Pour exprimer l'obligation, le turc peut utiliser le suffixe -ma/elı/i : Ankara-ya git-meli-yim (je dois aller à Ankara).
En japonais les verbes ou adjectifs auxiliaires, suffixes ajoutés à un des radicaux du verbe, expriment temps, aspects ou modes . Le désir du locuteur de faire quelque chose (désidératif ou volitif) est exprimé par - たい (-tai), suivi éventuellement soit de la copule です (desu), soit du verbe 思います, omoimasu, je pense  pour rendre la forme plus polie : 新しい車を買う  ou 買います, atarashī kuruma o kau (familier) ou kaimasu (poli), j'achète une nouvelle voiture ⇒   新しい車を買いた い, atarashī kuruma o kaitai, je veux acheter une nouvelle voiture ou, sous une forme plus polie, 新しい車を買いたいと思います, atarashī kuruma o kaitai to omoimasu , je voudrais [ je pense que je veux ] acheter une nouvelle voiture Ce suffixe ne peut s'employer qu'aux première et deuxième personnes  ; pour exprimer le désir d'une tierce personne, un second auxiliaire verbal doit être ajouté au précédent :- た(い) + がる > -たがる, -ta-garu : ainsi, pour les formes familières de  食べる, taberu (manger, je mange) ⇒ 食べたい tabetai (je veux/tu veux manger) ; ⇒ 食べたがる, tabetagaru (il/elle/ils/elles veut/veulent manger . Il existe aussi un suffixe de valeur potentielle utilisable avec certains verbes,-られる, -rareru, parfois raccourci dans la langue courante en  -れる, -reru :  食べる, taberu, manger ⇒  食べられる, taberareru ou 食べれる, tabereru, pouvoir manger. Ainsi : 新聞 を 読む, shinbun o yomu, je lis le journal ⇒ 新聞 が 読 める, shinbun ga yomeru, je peux lire le journal.

## Voix et diathèses
En tant que noyau d'un énoncé, le verbe doit être accompagné d'un ou plusieurs actants sans lesquels cet énoncé est agrammatical (le verbe rencontrer requiert deux actants : *il rencontre ne constitue pas un énoncé. Le nombre d'actants nécessaire à la complémentation d'un verbe définit sa valence. Pour une notion donnée ces actants peuvent occuper des fonctions différentes d'une langue à l'autre ou même d'un verbe à l'autre : les verbes aimer et plaire, malgré leur quasi synonymie, ont des constructions différentes : dans Il aime les chansons de S. Gainsbourg, mais les chansons de S.Gainsbourg lui plaisent, l'expérient est sujet du verbe aimer, mais complément indirect du verbe plaire. Les langues dotées de voix offrent pour un seul et même verbe la possibilité de faire varier sa valence par flexion, auxiliation ou dérivation. Ces variations qui affectent la construction du verbe et le sens de l'énoncé s'appellent une diathèse.
La voix passive est une forme dérivée d'un verbe le plus souvent transitif dont l'usage entraîne une organisation spécifique de la phrase, rendant possible l'effacement de l'agent. Passer de cette construction, appelée diathèse passive où le verbe est intransitif à une diathèse active correspondante rend nécessaire l'ajout d'un agent en position de sujet du verbe, le patient devenant son complément d'objet.

## Classification

### Groupes de verbes en français
Il existe un classement traditionnel des verbes français qui répartit l'ensemble des verbes en trois groupes. 

#### Premier groupe
Les verbes du premier groupe rassemblent tous les verbes ayant une terminaison à l'infinitif en « er » à l'exception du verbe aller. Les verbes du premier groupe ont un seul radical. 
Exemple :
Chanter. 
C'est le groupe le plus nombreux. Il est également le plus productif car tous les nouveaux verbes sont forgés sur son modèle (ex : débriefer, réinitialiser, etc), l'exception notable de amerrir, alunir.

#### Deuxième groupe
Le deuxième groupe rassemble tous les verbes ayant leur participe présent finissant par « issant », à l'exception de maudire, qui appartient au troisième groupe (maudissant au participe présent).

Ils se terminent tous par ir (phonétiquement).
Exemple : Finir (infinitif), au participe présent : finissant ; Haïr (infinitif), au participe présent : haïssant. 
Ce groupe compte plus de 300 verbes.

#### Troisième groupe
Le troisième groupe est très disparate. Il regroupe tous les verbes qui n'appartiennent pas aux premier et deuxième groupes. Ce sont notamment tous les verbes avec une terminaison en « ir » qui n'ont pas la terminaison issant au participe présent, « re » et « oir ». Nous y retrouvons également le verbe « aller », exclu du premier groupe.
Exemple : Boire, dire, venir.

### Groupes de verbes en anglais
Il existe un classement traditionnel des verbes anglais en divers groupes selon les modifications morphologiques opérées sur les radicaux des verbes. Ces verbes font partie des verbes dits irréguliers, mais les verbes dits réguliers (dont la conjugaison se fait en -ed) présentent aussi une irrégularité dans leur prononciation de cette particule, qui varie suivant les verbes.
- le groupe *eak *oke *oken
  - break--broke--broken
  - speak--spoke--spoken
- le groupe *i* *a* *u*
  - drink--drank--drunk
  - sing--sang--sung
  - swim--swam--swum
- le groupe *and *ood *ood
  - stand--stood--stood
  - understand--understood--understood
- le groupe *ow *ew *own
  - know--knew--known
  - throw--threw--thrown

### Verbes en néerlandais
En néerlandais, tout comme en français, le verbe varie selon la personne, le temps, le mode, et la voix. De plus, selon la manière dont ils forment leur préterit et participe passé, les verbes néerlandais réguliers se font subdiviser en deux groupes principaux : les verbes « forts » (qui ont de l'apophonie dans le radical) et « faibles » (qui obtiennent le suffixe -d(e)(n) ou -t(e)(n)).

#### Temps de l'indicatif à lavoix active
L'emploi des temps en néerlandais et l'emploi des temps français ne correspondent pas exactement entre eux. La dénomination des temps est très longue en néerlandais, les grammairiens et enseignants utilisent fréquemment les abréviations.
Voici la liste des temps :
- onvoltooid tegenwoordige tijd (ott) correspond en français au présent ;
- voltooid tegenwoordige tijd (vtt) correspond au passé composé ;
- onvoltooid verleden tijd (ovt) se traduit par l'imparfait ou le passé simple en français. Les grammairiens germanistes appellent parfois ce temps le « prétérit » ;
- voltooid verleden tijd (vvt) correspond au plus-que-parfait ;
- onvoltooid tegenwoordige toekomende tijd : futur ;
- voltooid tegenwoordige toekomende tijd : futur antérieur ;
- onvoltooid verleden toekomende tijd : conditionnel présent ;
- voltooid verleden toekomende tijd : conditionnel passé.

## Verbes défectifs
Un verbe est dit défectif lorsque sa conjugaison est incomplète : un certain nombre de temps, de modes ou de personnes sont inusités.
Il est important de noter que les verbes qui sont défectifs dans une langue ne le sont pas forcément dans une autre, par exemple pleuvoir est défectif en français mais pas en espéranto où l'on peut dire théoriquement mi pluvas (je pleus) alors que la forme est inexistante en français.

### Français
Exemples :
- gésir
- (sans coup) férir
- (s')ensuivre
- falloir
- déchoir
- seoir
- ouïr
- soudre et deux de ses dérivés : absoudre, dissoudre
- sourdre
- frire
- traire et quatre de ses dérivés : extraire, soustraire, distraire, abstraire
- issir
- éclore
- émoudre

### Anglais
Les verbes dits « défectifs » en anglais sont can, may, must, shall, will, ought, ainsi que dare et need dans certains de leurs emplois : ils ont une conjugaison incomplète, quatre d'entre eux n'ayant que deux formes, un présent et un prétérit (can (could), may (might), shall (should), will (would)), les autres ayant une forme unique. 
On les dénomme également « auxiliaires de modalité » en raison de leur rôle d'auxiliaires. Ils ne prennent pas d's à la 3e personne du singulier du présent et ils se conjuguent sans do aux formes interrogative, interronégative et négative (ex : forme affirmative : He can ride a bike - forme négative : He can't ride a bike - forme interrogative : Can he ride a bike? - forme interronégative : Can't he ride a bike?).

### Allemand
- regnen
- schneien